# Johannes de Indagine (Benediktiner)
Johannes de Indagine (eigentlich Johannes von Hagen; † 11. August 1469) war ein Benediktinermönch und bedeutender Abt des Klosters Bursfelde. Er war der eigentliche Gründer der Bursfelder Kongregation.

## Leben

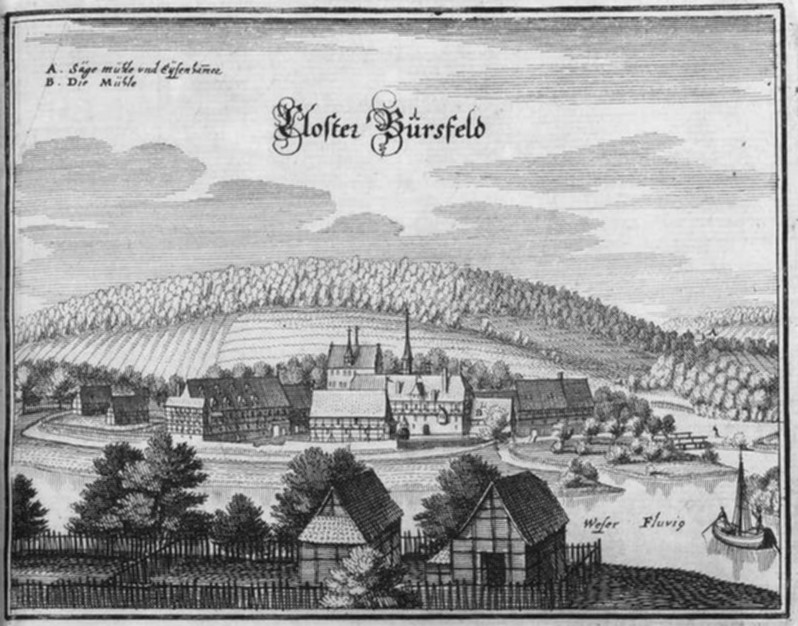
Kloster Bursfelde (Bürsfeld) nach Matthäus Merian, um 1654–1658.

Johannes de Indagine war zunächst Kanoniker am Magdalenenstift in Hildesheim. Im Jahr 1439 wurde er, nach dem Tod von Johannes Dederoth, der das Kloster Bursfelde nach einer Phase des Niedergangs reformiert hatte, dessen Nachfolger als Abt des Klosters.
Während Indagines Amtszeit übernahmen eine Reihe von anderen Klöstern die Bursfelder Lebensweise. Die so reformierten Gemeinschaften schlossen sich zu einem Verbund, der Bursfelder Kongregation, zusammen, die auch nach Hagens Tod weiter anwuchs. Im Mai 1446 fand in Bursfelde unter der Leitung Hagens das erste Generalkapitel der neuen Kongregation statt, die alljährliche Versammlung der Äbte aller beteiligten Konvente. Dieses Generalkapitel war das oberste Organ der Kongregation mit sehr weitgehenden Entscheidungsbefugnissen.